# Jean Pecquet
Jean Pecquet (Dieppe, Seine-Maritime, Francia, 9 de mayo de 1622 - París, Francia, 26 de febrero de 1674) fue un médico francés especializado en anatomía y pionero en el campo de la fisiología. Estudió la expansión del aire, se interesó en el fenómeno de la visión y escribió varias obras precursoras de la psicología. Su nombre se asocia con la descripción del conducto torácico y la cisterna de Pecquet. 

## Biografía
Jean Pecquet nació en 1622 en la ciudad de Dieppe, Francia. Realizó sus primeros estudios en un colegio católico en su ciudad natal, que continuó en Ruan en un Colegio de los Jesuitas. En 1641, se trasladó a París por motivos laborales. De ese período quedó constancia de la realización de autopsias en la Memoria de la Real Academia de Cirugía. En 1645, se inscribió en la Facultad de Artes del Colegio de los Jesuitas de Clermont, lo que le permitió tomar contacto con varios intelectuales de la época, tales como Marin Mersenne y Evangelista Torricelli. 
En 1647, comenzó a realizar experimentos mediante disección de animales, en algunas ocasiones en público, e incluso, mientras trabajaba como tutor. En 1648, mientras desarrollaba sus estudios en Montpellier, realizó la vivisección de un perro. Al realizar el corte y la apertura del tórax, observó la presencia de un líquido blanco muy semejante a la leche que designó como fluido linfático. Señaló que "este jugo lechoso" no circulaba hacia el hígado, sino que se descargaba en la vena cava superior y en una cisterna a nivel lumbar retroestomacalque actúa como reservorio, llamada posteriormente cisterna del quilo o de Pecquet. Estas observaciones constituyeron la primera descripción del sistema linfático: conducto torácico y cisterna del quilo. Por otra parte, estas conclusiones permitieron establecer las diferencias entre venas y vasos linfáticos. 

En 1651, publicó la obra: "Experimenta nova anatómica, quibus incognitum hactenus chyli receptaculum, et ab eo per thoracem in ramos usque subclavios vasa láctea deteguntur. Ejusdem Dissertatio anatómica de circulatione sanguinis et chyli motu. Accedunt clarissimorum virorum perelegantes ad authorem epistolae, apud S. et G. Cramoisy (Parisiis)" (Nuevos experimentos anatómicos a través de los cuales se descubrió el receptáculo del quilo desconocido hasta entonces y los vasos lácteos que atraviesan el tórax hasta los vasos subclavia). Comenzó sus estudios médicos en París, pero los completó en Montpellier graduándose en 1652. 

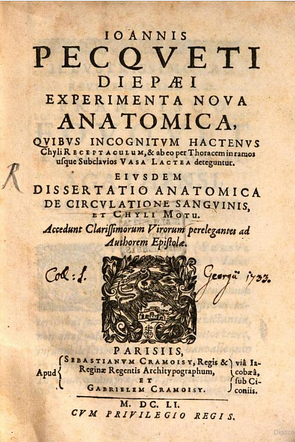
Experimenta nova Anatomica, 1651

Posteriormente, Thomas Bartholin confirmó los experimentos de Pecquet, describiendo el canal torácico humano, aunque él mismo no encontrase la cisterna. Se sabe actualmente que la cisterna no siempre está presente. 
En el campo de la visión, y en conjunto con Edme Mariotte, descubrió el punto ciego, Pecquet realizó trabajos sobre la visión, que fueron publicados en 1668 con el título de Nouvelle découverte touchant la veüe  (a diferencia de Edme Mariotte, Pecquet sostenía que era la retina y no la coroides el órgano principal de la visión). También realizó experimentos con tubos de mercurio porque sospechaba que la presión atmosférica afectaba la circulación de la sangre.
Pese a que su trabajo le permitió gozar de una vida acomodada, su vida no estuvo exenta de malas experiencias. Su decadencia se hizo ostensible sobre el final de su vida, habitando una humilde vivienda que constaba de una cocina y un dormitorio con una mesa, aunque dedicara buena parte de sus recursos y tiempo al consumo de vino. Después de su muerte, resultado de una intoxicación por alcohol, se descubrió que almacenaba en su bodega más de 1200 litros de vino de Borgoña.
Pecquet nunca se casó ni tuvo descendencia por lo que legó parte de sus bienes a Hélène, hija de su hermana. 
La mayoría de sus documentos científicos no han sido encontrados.

## Obras
- (en latín) Experimenta nova anatomica, quibus incognitum hactenus chyli receptaculum, et ab eo per thoracem in ramos usque subclavios vasa lactea deteguntur. Ejusdem Dissertatio anatomica de circulatione sanguinis et chyli motu. Accedunt clarissimorum virorum perelegantes ad authorem epistolae, apud S. et G. Cramoisy (Parisiis), 1651, in-4° , pièces limin., 108 p., disponible sur Gallica.
- (en latín) De Circulatione Sanguinis et Chyli Motu, 1653.
- (en latín) De Thoracicis Lacteis, 1653.
- Nouvelle découverte touchant la veüe, con Edme Mariotte, 1668.

## Epónimos
- El nombre de cisterna o reservorio de Pecquet designa la cisterna del quilo, la cavidad que sirve de receptáculo del quilo (receptaculum chyli).[8]